# Alfa
Álfa (grško: starogrško άλφα; velika črka: Α, mala črka: α) je prva črka grške abecede in ima številčno vrednost 1. Črka alfa se je razvila iz feničanske črke alef (). Iz grške črke Α izvira latinična črka A in tudi cirilična črka А.
V grščini se črka Α izgovarja kot a. Digraf ΑΙ se izgovarja kot e.

## Pomeni
- V matematiki se α pogosto uporablja kot oznaka za kot, denimo koti v trikotniku so koti α, β, γ.
- V fiziki je α oznaka za kotni pospešek, je tudi simbol za konstanto fine strukture,
- V fiziki je α oznaka za sevanje oz. delec alfa
- V fiziki je α oznaka za disociativnost
- V fiziki je α oznaka za koeficinet linearnega raztezka
- V termodinamiki - poglavje toplota, je α po različnih virih: kubični razteznostni koeficient, koeficient termičnega raztezka, temperaturni koeficient dolžinskega raztezka
- V astronomiji je alfa oznaka najsvetlejše zvezde v določenem ozvezdju, denimo α Kentavra (α Cen).
- V kemiji označuje α posamezne izomere, denimo α-klorotoluen.
- V biologiji je α oznaka za dominantnega posameznika, denimo α samec pri šimpanzih.
- V računalništvu se uporablja alfa različica za oznako prve, pogosto nestabilne različice programja.
- V računalniški grafiki nosi alfa kanal podatek o prosojnosti pike, katere barve so podane z RGB.
- V prehrani: Alfa sojini kalčki
- V avtomobilizmu nosi ime Alfa serija modelov tovarne Alfa Romeo. A.L.F.A. pomeni: A-nonima L-ombarda F-abbrica A-utomobili.
- V metalurgiji alfaželezo ali ferit
- V pomorstvu poznamo podmornico Alfa, ki je NATO ime za sovjetski razred podmornic 705
- delec alfa
- alfa in omega

### Unicode
|                | Velika črka Α          | mala črka α          |
| -------------- | ---------------------- | -------------------- |
| Unicode UTF-16 | U+0391                 | U+03B1               |
| Ime Unicode    | Velika grška črka alfa | Mala grška črka alfa |
| Koda HTML      | &#913;                 | &#945;               |
| Enota HTML     | &Alpha;                | &alpha;              |